# Rhamnapoderus spinifer
Rhamnapoderus spinifer es una especie de coleóptero de la familia Attelabidae.

## Distribución geográfica
Habita en Sudáfrica.